# Färöiskspråkiga Wikipedia
Färöiskspråkiga Wikipedia är en språkversion av Wikipedia på färöiska. Den startades 30 maj 2004 av tysken Arne List. Den har för närvarande 14 166 artiklar.

## Milstolpar
- 30 maj 2004 – Färöiskspråkiga Wikipedia bildas
- 20 juni 2004 – Huvudsidan på Färöiskspråkiga Wikipedia skapas
- September 2005 – 1 000 artiklar
- Juni 2006 – 2 000 artiklar
- April 2008 – 3 000 artiklar
- Mars 2010 – 4 000 artiklar
- Juni 2011 – 5 000 artiklar[1]
- 6 april 2013 – 6 000 artiklar
- 23 november 2013 – 7 000 artiklar
- 18 februari 2014 – 8 000 artiklar
- 16 april 2014 – 9 000 artiklar
- 29 maj 2014 – 10 000 artiklar
- 14 februari 2015 - 11 000 artiklar
- 16 maj 2016 - 12 000 artiklar